# Диво в Мілані
«Диво в Мілані» (італ. Miracolo a Milano) — італійська фентезійна кінокомедія 1951 року, поставлена режисером Вітторіо Де Сіка за оповіданням «Добрий Тото» Чезаре Дзаваттіні. Фільм здобув Гран-прі 4-го Каннському кінофестивалю у 1951 році та низку інших професійних кінематографічних нагород .

## Сюжет
Тітонька Лолотта знаходить немовля посеред цвітної капусти в своєму саду. Вона піклується про сироту, і називає його Тото. Коли вона помирає, він потрапляє до дитячого будинку, звідки виходить в підлітковому віці. Без речей і житла, Тото незабаром опиняється серед бездомних людей, що живуть у коробках та в цементних трубах на величезному пустирі за межами Мілана. Він допомагає новим друзям організуватися і стати щасливішим. Коли власник землі, де знаходиться колонія, вирішує прогнати жебраків, добра фея дає Тото голубку. Голубка виконує усі бажання Тото і жебраків і не дозволяє планам землевласника здійснитися. Але ось хтось краде голубку…

## У ролях
| Емма Граматіка     | ···· | Лолотта            |
| Франческо Голісано | ···· | Тото               |
| Паоло Стоппа       | ···· | Раппі              |
| Анна Карена        | ···· | Марта              |
| Альба Арнова       | ···· | статуя, яка оживає |
| Флора Камбі        | ···· | Нещасне кохання    |
| Вірджиліо Рієнто   | ···· | сержант варти      |
| Артуро Браґіґлія   | ···· | Альфредо           |
| Ерміліо Спалла     | ···· | Гаетано            |

## Визнання
| Нагороди та номінації фільму «Диво в Мілані» | Нагороди та номінації фільму «Диво в Мілані»      | Нагороди та номінації фільму «Диво в Мілані»   | Нагороди та номінації фільму «Диво в Мілані» | Нагороди та номінації фільму «Диво в Мілані» | Нагороди та номінації фільму «Диво в Мілані» |
| Рік                                          | Кінофестиваль/кінопремія                          | Категорія/нагорода                             | Номінант                                     | Результат                                    |                                              |
| -------------------------------------------- | ------------------------------------------------- | ---------------------------------------------- | -------------------------------------------- | -------------------------------------------- | -------------------------------------------- |
| 1951                                         | 4-й Каннський міжнародний кінофестиваль           | Гран-прі                                       | Диво в Мілані                                | Перемога                                     |                                              |
| 1951                                         | Національна рада кінокритиків США                 | ТОП іноземних фільм                            | Диво в Мілані                                | Перемога                                     |                                              |
| 1951                                         | Спільнота кінокритиків Нью-Йорка                  | Найкращий фільм іноземною мовою                | Диво в Мілані                                | Перемога                                     |                                              |
| 1900                                         | Італійський національний синдикат кіножурналістів | Срібна стрічка за найкращі декорації до фільму | Гуідо Фіоріні                                | Перемога                                     |                                              |
| 1953                                         | Премія BAFTA                                      | Найкращий фільм з будь-якої країни (Італія)    | Диво в Мілані                                | Номінація                                    |                                              |
| 1953                                         | Премія BAFTA                                      | Найкращий іноземний актор                      | Франческо Голісано                           | Номінація                                    |                                              |